# Platypalpus fuscicnemis
Platypalpus fuscicnemis is een vliegensoort uit de familie van de Hybotidae. De wetenschappelijke naam van de soort is voor het eerst geldig gepubliceerd in 1992 door Grootaert & Chvala.